# الحرباء (أغنية غيمس)
الحرباء (بالفرنسية: Caméléon)‏ وهي إصدار منفرد لمغني الراب الكونغولي غيمس، تم إصدارها في وهي إصدار منفرد في جزء الحبة لألبومه الثالث الحزام الأسود.

## التصنيف والشهادات

### التصنيف الأسبوعي
| التصنيف                                                     | أفضل مرتبة |
| ----------------------------------------------------------- | ---------- |
| تصنيف الألبومات البلجيكية (أولتراتوب والونيا)               | 32         |
| تصنيف الألبومات الفرنسية (الاتحاد الوطني للنشر الفونوغرافي) | 7          |
| تصنيف الألبومات السويسرية (هيت باراد سويسرا)                | 38         |

### الشهادات
| الدولة | المنظمة                          | أفضل مرتبة           |
| ------ | -------------------------------- | -------------------- |
| فرنسا  | الاتحاد الوطني للنشر الفونوغرافي | الأسطوانة البلاتينية |